# Epilobium arvernense
Epilobium arvernense är en dunörtsväxtart som beskrevs av Georges Rouy och Camus.. Epilobium arvernense ingår i släktet dunörter, och familjen dunörtsväxter. Inga underarter finns listade i Catalogue of Life.